# Miguel Garicoits
Miguel Garicoits (en francés: Michel Garicoïts, en euskera: Mixel Garikoitz) (Saint-Just-Ibarre, Baja Navarra, 15 de abril de 1797 – Lestelle-Bétharram, 14 de mayo de 1863) fue un sacerdote católico romano vasco francés, fundador de la congregación de los “Padres del Sagrado Corazón de Jesús de Betharram” (Padres Betharramitas). Combatió el jansenismo en su parroquia debido a la amenaza que representaba para la fe. Se desempeñó como maestro y predicador, y fue conocido por su ferviente devoción tanto a la Eucaristía como al Sagrado Corazón.
La causa de su canonización comenzó bajo el pontificado del papa León XIII a mediados de 1899. Posteriormente, el papa Benedicto XV lo declaró Venerable el 10 de diciembre de 1916 al reconocer sus virtudes heroicas. Fue beatificado por el papa Pío XI en 1923 y canonizado como santo de la Iglesia Católica por el papa Pío XII en 1947.

## Comienzos
Nació el 15 de abril de 1797 en la antigua comuna francesa de Ibarre, que actualmente forma parte de la comuna de Saint-Just-Ibarre (diócesis de Bayona), siendo el primero de seis hijos de los campesinos Arnaud Garicoïts y Gratianne Etchéverry. Sus padres, de origen humilde pero de profunda fe cristiana, se mantuvieron fieles al espíritu del catolicismo durante las persecuciones religiosas derivadas de la Revolución Francesa, llegando incluso a dar refugio a sacerdotes perseguidos y ayudándolos a cruzar la frontera hacia España.
Desde pequeño manifestó una inclinación religiosa, aunque tuvo una infancia difícil. En su niñez fue corregido por actos traviesos como arrojar una piedra a una vecina, robar una manzana a su hermano o sustraer agujas de un vendedor ambulante, actos que provocaban la reprimenda de su madre. A pesar de ello, se destacaba por su carácter contemplativo y por cantar salmos mientras pastoreaba el ganado.
En 1806 ingresó a la escuela del pueblo, pero en 1809 debió abandonarla para trabajar como criado en una granja y así ayudar económicamente a su familia. En 1810 fue enviado a otra granja en Oneix, donde el 9 de junio de 1811 hizo su Primera Comunión, experiencia que marcó profundamente su vida y encendió en él la vocación sacerdotal. Regresó a su hogar y expresó a su padre su deseo de ser sacerdote, pero éste, consciente de las limitaciones económicas de la familia, le respondió: «¡No! Somos demasiado pobres». Sin embargo, su abuela materna, Catherine Etchéverry, intercedió ante un sacerdote local que accedió a inscribirlo en la escuela.
Así, ingresó en la escuela de Saint-Palais, donde estudió latín y francés con gran dedicación, a menudo estudiando hasta altas horas de la noche a la luz de las velas. Para costearse los estudios, trabajaba como ayudante de sacerdotes y en la cocina del obispo local, aunque allí no era bien recibido por la cocinera, por razones desconocidas. El párroco Jean-Baptiste Borda le impartió clases particulares.
Inició formalmente sus estudios eclesiásticos en Aire-sur-l'Adour y luego en el seminario de Dax, destacándose tanto en ciencia como en piedad, al punto que sus maestros y compañeros lo apodaban «otro San Luis Gonzaga». A pesar de ser todavía estudiante, fue asignado como profesor de seminaristas en Larressore.
El 20 de diciembre de 1823 fue ordenado sacerdote en la catedral de Bayona por el arzobispo Paul-Thérèse-David d’Astros, futuro cardenal. Fue enviado inmediatamente como vicario a la comuna de Cambo-les-Bains, donde el párroco titular se encontraba muy anciano y enfermo. Allí desplegó un notable celo apostólico, renovando la vida espiritual de la feligresía, promoviendo la comunión frecuente y la devoción al Sagrado Corazón.
A fines de 1825 fue destinado a Bétharram como profesor de filosofía en el Seminario Mayor de la diócesis. Bétharram, antigua comuna actualmente integrada a Lestelle-Bétharram, albergaba un reconocido santuario mariano al pie de una colina coronada por un monumental calvario. Allí, Garicoïts fue nombrado primero administrador, luego director del seminario.
En 1833, el obispo de Bayona decidió cerrar la formación de seminaristas en Bétharram por razones desconocidas, y Miguel Garicoïts quedó encargado del cuidado del santuario mariano y la atención a los peregrinos. Fue entonces cuando, tras realizar un retiro de un mes con los jesuitas en 1832 y con la orientación de su director espiritual, el padre Le Blanc, sintió el llamado a fundar una congregación religiosa propia, destinada a la evangelización a través de las misiones y consagrada al Sagrado Corazón.
Fundó oficialmente la congregación de los “Padres del Sagrado Corazón de Jesús de Betharram” (Padres Betharramitas) en 1838. Previamente, había colaborado con Jeanne-Elisabeth Bichier des Âges en la fundación de su instituto religioso.

## La Congregación
Al trasladarse a Bayona al Seminario de Betharram, Garicoits permaneció como capellán del santuario, cuyo lugar de peregrinación era muy concurrido. Fue entonces cuando la Virgen le inspiró la fundación de un Instituto religioso de Sacerdotes, basados en la modestia, el desprendimiento y la obediencia para dedicarse a las misiones y a la enseñanza.
Fue aprobado y confirmado en sus proyectos por el Obispo de Bayona y en octubre de 1835 echó las bases de su obra con otros cinco sacerdotes (P. Fondeville – P. Guimon – P. Perguilhen – P. Larrouy – P. Chirou) que lo eligieron como superior.
En 1841, la obra recibió su nombre definitivo, "Instituto de los Sacerdotes del Sagrado Corazón de Jesús de Betharram", cuyos primeros misioneros recorrieron las poblaciones de Gascuña, Vasconia y el Bearn.
Garicoits, contando ya con un personal selecto, abrió en Betharram, Mauleón, Orthez y Oloron-Sainte-Marie varios colegios de enseñanza primaria y luego secundaria que figuraron entre los mejores de la región. Consolidada por el fervor y la abnegación de sus primeros miembros, la congregación pudo extenderse fuera de su diócesis de origen, Bayona, (de donde proviene el nombre de   bayoneses).

## Llegada a América
A mediados del siglo XIX fue ampliamente propiciada la inmigración europea a las márgenes del Río de la Plata. Allí se dirigieron un millar de vascos y bearneses que tomaron su parte en el desarrollo y el progreso del país. Pero esa corriente migratoria amenazaba detenerse si no se atendía a las necesidades religiosas de la misma con misioneros de su raza, lengua y nación. Por tal razón y merced al entendimiento entre el gobierno de la ciudad de Buenos Aires y Monseñor Escalada, obispo de Bayona, el P. Garicoits recibió la propuesta de enviar a la Argentina un núcleo de sus religiosos. Aceptó en el acto y estuvo a punto de embarcarse el mismo, pero el Obispo se opuso y Diego Barbé fue designado superior de la modesta misión Betharramita que, embarcada en Bayona el 30 de agosto, día de Santa Rosa, llegó a Buenos Aires el 4 de noviembre de 1856.
Entre sus miembros figuraba el ya mencionado Barbé, fundador del colegio San José de Buenos Aires, Juan B. Harbustán fundador de la casa de Montevideo (1861), Pedro Sardoy, superior de la Iglesia de San Juan (Alsina y Piedras - Buenos Aires), otros dos sacerdotes, dos coadjutores y el estudiante Juan Magendie (1835–1925) destinado a dirigir durante unos 40 años la obra betharramita en América y abrir las casas de Rosario (1899 – Colegio del Sagrado Corazón), La Plata (1902 – Colegio San José) y Asunción del Paraguay (1904 – Colegio San José).
Falleció el 14 de mayo de 1863, a las tres de la madrugada, hora en la que acostumbraba comenzar sus actividades diarias con la oración. Su muerte fue causada por una apoplejía, tras varios años de salud frágil. Desde 1853 había padecido diversos problemas de salud, y en 1859 llegó a estar gravemente enfermo, aunque logró recuperarse temporalmente. Sin embargo, durante la Cuaresma de 1863 su estado se agravó considerablemente, y él mismo presentía que su muerte estaba próxima. Sus últimas palabras, pronunciadas en un susurro, fueron: «Ten piedad de mí, Señor, por tu gran misericordia».

## Santidad
El proceso de canonización se inició bajo el pontificado del papa León XIII el 15 de mayo de 1899, y Garicoïts recibió el título de Siervo de Dios. Posteriormente, el papa Benedicto XV confirmó que el sacerdote había vivido una vida ejemplar en virtud heroica, y lo declaró Venerable el 10 de diciembre de 1916.
Gracias a la aprobación de dos milagros atribuidos a su intercesión, el papa Pío XI presidió su beatificación el 10 de mayo de 1923. Más adelante, el 23 de julio de 1924, se reanudó oficialmente la causa de canonización mediante un decreto.
Otros dos milagros fueron examinados y validados por la Sagrada Congregación de Ritos el 17 de julio de 1929. Un comité preparatorio los aprobó el 13 de abril de 1943, seguido por un comité general el 15 de febrero de 1944 y finalmente por el papa Pío XII el 27 de febrero de 1944, quien confirmó su santidad. El papa Pío XII proclamó a Garicoïts como santo de la Iglesia católica el 6 de julio de 1947.